# جيف دونيل
جيف دونيل (بالإنجليزية: Jeff Donnell)‏ هي ممثلة أمريكية، ولدت في 10 يوليو 1921 في الولايات المتحدة، وتوفيت في 11 أبريل 1988 بهوليوود في الولايات المتحدة بسبب نوبة قلبية.

## أعمال

### أفلام
- (1957) الرائحة الحلوة للنجاح
- (1970) تورا! تورا! تورا!

## وصلات خارجية
- جيف دونيل على موقع IMDb (الإنجليزية)
- جيف دونيل على موقع ألو سيني (الفرنسية)
- جيف دونيل على موقع أول موفي (الإنجليزية)
- جيف دونيل على موقع قاعدة بيانات الأفلام السويدية (السويدية)
- جيف دونيل على موقع قاعدة بيانات الفيلم (الإنجليزية)
- جيف دونيل على موقع كينوبويسك (الروسية)